# Хараламбус, Мариос (футболист, 1969)
Мариос Хараламбус (греч. Μάριος Χαραλάμπους; 18 июня 1969, Лимасол, Кипр) — кипрский футболист, защитник. Выступал за сборную Кипра.

## Биография

### Клубная карьера
Хараламбус родился в кипрском городе Лимасол и практически всю профессиональную карьеру провёл в местном клубе «Аполлон». В первый же сезон в составе «Аполлона» стал чемпионом Кипра, а затем повторил достижение в сезоне 1993/94. Покинул команду в 2000 году, после чего провёл ещё два сезона в «Олимпиакосе» (Никосия), а сезон 2002/03 отыграл за клуб «Эносис», после чего завершил игровую карьеру.

### Карьера в сборной
Дебютировал за сборную Кипра 16 октября 1991 года в товарищеском матче со сборной Исландии, а 2 сентября следующего года забил свой первый мяч за национальную сборную в ворота Греции. Всего в составе сборной Кипра провёл 61 матч и забил 2 гола. Под конец карьеры несколько раз выходил на поле в качестве капитана команды. Последний матч за сборную сыграл в феврале 2002 года против сборной Чехии.

## Достижения
«Аполлон» Лимасол
- Чемпион Кипра: 1990/91, 1993/94
- Обладатель Кубка Кипра: 1991/92